# Krascheninnikovia lanata
Espèce
Krascheninnikovia lanata, appelé communément ansérine laineuse, est une espèce de plante nord-américaine de la famille des Amaranthaceae.

## Description
Krascheninnikovia lanata est un petit arbuste qui a des branches de tige dressées à des hauteurs comprises entre 0,5 et 1 mètre. Il produit des feuilles plates en forme de lance jusqu'à 3 centimètres de long. Les tiges et le feuillage gris froid sont couverts de poils blancs laineux qui vieillissent en une couleur rougeâtre.
Les sommets des branches de la tige sont occupés par de nombreuses inflorescences en épi de mars à juin. L'arbuste est généralement monoïque, chaque inflorescence verticale tenant principalement des fleurs staminées avec quelques fleurs pistillées groupées près du fond. Les fleurs staminées ont de grandes bractées en forme de feuilles laineuses.
Les fleurs pistillées ont de plus petites bractées et développent de minuscules fruits blancs. Les poils soyeux sur les fruits permettent une dispersion par le vent.

## Répartition
Krascheninnikovia lanata est présent dans une grande partie de l'ouest de l'Amérique du Nord, entre le centre-ouest du Canada, l'ouest des États-Unis et le nord du Mexique.
La plante pousse dans une grande variété d'habitats à une altitude de 100 à 2 700 m, des pelouse et des fruticées aux ombre pluviométrique des régions montagneuses.
Elle est halophyte et prospère dans les sols salins tels que ceux des lacs séchés, y compris ceux du Grand Bassin, de la Vallée Centrale, des Grandes Plaines et du désert des Mojaves.

## Écologie
Krascheninnikovia lanata pousse souvent avec Grayia spinosa, Artemisia pedatifida, Chrysothamnus molestus, Sclerocactus glaucus, Lycium pallidum, Flourensia cernua, Blepharidachne kingii.
Elle est consommée par le Chien de prairie à queue noire, Urocitellus townsendii et Brachylagus idahoensis.

## Usage
Krascheninnikovia lanata est cultivée dans le commerce de pépinière spécialisée comme plante ornementale pour les jardins xérophile et sauvage. Le feuillage gris clair peut être une caractéristique distinctive des conceptions de jardin. Les plantes ont une durée de vie très longue.
Cette espèce est un fourrage d'hiver important pour le pâturage des animaux domestiques et sauvages, à cause de ses feuilles persistantes.
Elle est une plante médicinale traditionnelle utilisée par de nombreuses tribus amérindiennes qui vivaient dans sa vaste aire de répartition nord-américaine. Les Zuñis utilisent un cataplasme de racine moulue avec un chiffon en coton pour traiter les brûlures.